# Zhao Yiman (pel·lícula)
Zhao Yiman (xinès simplificat: 赵一曼, pinyin: Zhào Yīmàn) és una pel·lícula biogràfica xinesa, dirigida per Meng Sha, produïda per l'estudi de cinema de Changchun i estrenada l'1 de juliol del 1950.
Narra la vida de Zhao Yiman, guerrillera xinesa comunista capturada i executada pels japonesos durant la pacificació de Manxukuo.